# B61 (核爆弾)
B61（びーろくじゅういち、英: B61 gravity bombs、B61 munitions）は、アメリカ合衆国が開発した無誘導の核爆弾である。21世紀においても配備および改良型（B61-13）の開発が行われている。
製造コストは2800万ドルと推定されている

## 経緯
航空機に搭載可能な比較的軽量の核爆弾として、ロスアラモス国立研究所で1960年から開発が行われ、1966年から配備が開始された。
B61は、先端部と尾部を状況に応じて交換し、高空投下やレイダウン投下などに対応するようになっている。形状や信管により、開発中止のものも含め12種類のサブタイプがある。アメリカ国防総省は2023年10月27日、最新型の「B61-13」を開発する方針を表明した。
サブタイプのうち、1997年に開発されたB61 Mod 11は、地中貫通爆弾の一種である。B61 Mod 7を基に開発され、高張力鋼で構成されている。投下後、地中に数m貫入し、その後に核爆発を起こして地下施設を破壊する。B61 Mod 11は、地下施設攻撃用のB53を更新することとなった。B53はメガトン級の威力を持つものの、レイダウンにより地表爆発するため、地下施設破壊に必ずしも向いていないためである。
B61は威力可変弾頭であり、サブタイプにもよるが最大170キロトン（kt）の威力を持つ。信管はフル・ヒューズ・オプション（FUFO）であり、空中爆発・地上爆発・遅延爆発に対応している。
2012年からはB-61の延命計画として、F-35 ライトニングIIへの搭載を可能にし、武器の正確性を増すための新たな誘導装置を備えたB61 Mod 12の開発が進められた。2014年2月に国家核安全保障局（NNSA）は、ロスアラモス国立研究所とサンディア国立研究所で臨界前核実験を行い、実験は成功したと発表している。2月4日、NNSAはB61 Mod 12の長寿命を確保し、爆弾の信頼性を向上させるため、フルシステム機械環境試験を行ったと公表。2020年代にB83を最後にアメリカでメガトン級核爆弾の引退を可能にすると発表した。4月14日、NNSAはサンディア国立研究所で、B61 Mod 12の本格的な風洞実験が行われたことを公表した。
2016年10月6日、NNSAは『NNSAとアメリカ空軍は2回の合同飛行試験を実施』と題し、「先月、B61 Mod 7とB61 Mod 11のジョイントテストアッセンブリ（JTA）を使用した飛行試験を実施した」と公表。過去の試験に使用した B-2爆撃機の爆弾投下写真が掲載されている。テストはネバダ州トノパテストレンジ。爆発や地下核実験は無し。
イギリスは2008年に米軍の核爆弾をいったん撤去したが、2020年になって再配備を求めており、2025年にレイクンヒース空軍基地に再配備された「新世代爆弾」（New generation of bombs）がB61でありえるため、現地市民団体が開示を求めている。

## 運用可能航空機一覧
- 爆撃機
  - B-52 ストラトフォートレス
  - B-1 ランサー
  - B-2 スピリット

- 戦闘機
  - FB-111 アードバーク
  - F-100 スーパーセイバー
  - F-104 スターファイター
  - F-105 サンダーチーフ
  - F-4 ファントムII
  - F-15E ストライクイーグル
  - F-16 ファイティングファルコン
  - F/A-18 ホーネット
  - F/A-18E/F スーパーホーネット
  - F-22 ラプター
  - F-35 ライトニングⅡ

- 攻撃機
  - A-4 スカイホーク
  - A-6 イントルーダー
  - A-7 コルセア II
  - F-117 ナイトホーク（しかし、数名の関係者がF-117ではB61は使用されていないと主張する）

また、イタリア空軍とドイツ空軍のトーネード IDSにも搭載可能である（「ニュークリア・シェアリング」参照）。

## スペック
- 全長：3.60 m
- 直径：33.8 cm
- 質量：324 kg
- 核出力：0.3 kt - 340 kt
- 貫通力：2 m - 8 m